# Standard Beaverette
El Standard Car 4x2, o Car Armoured Light Standard, más conocido como el Beaverette, fue un automóvil blindado británico producido durante la Segunda Guerra Mundial.

## Historia

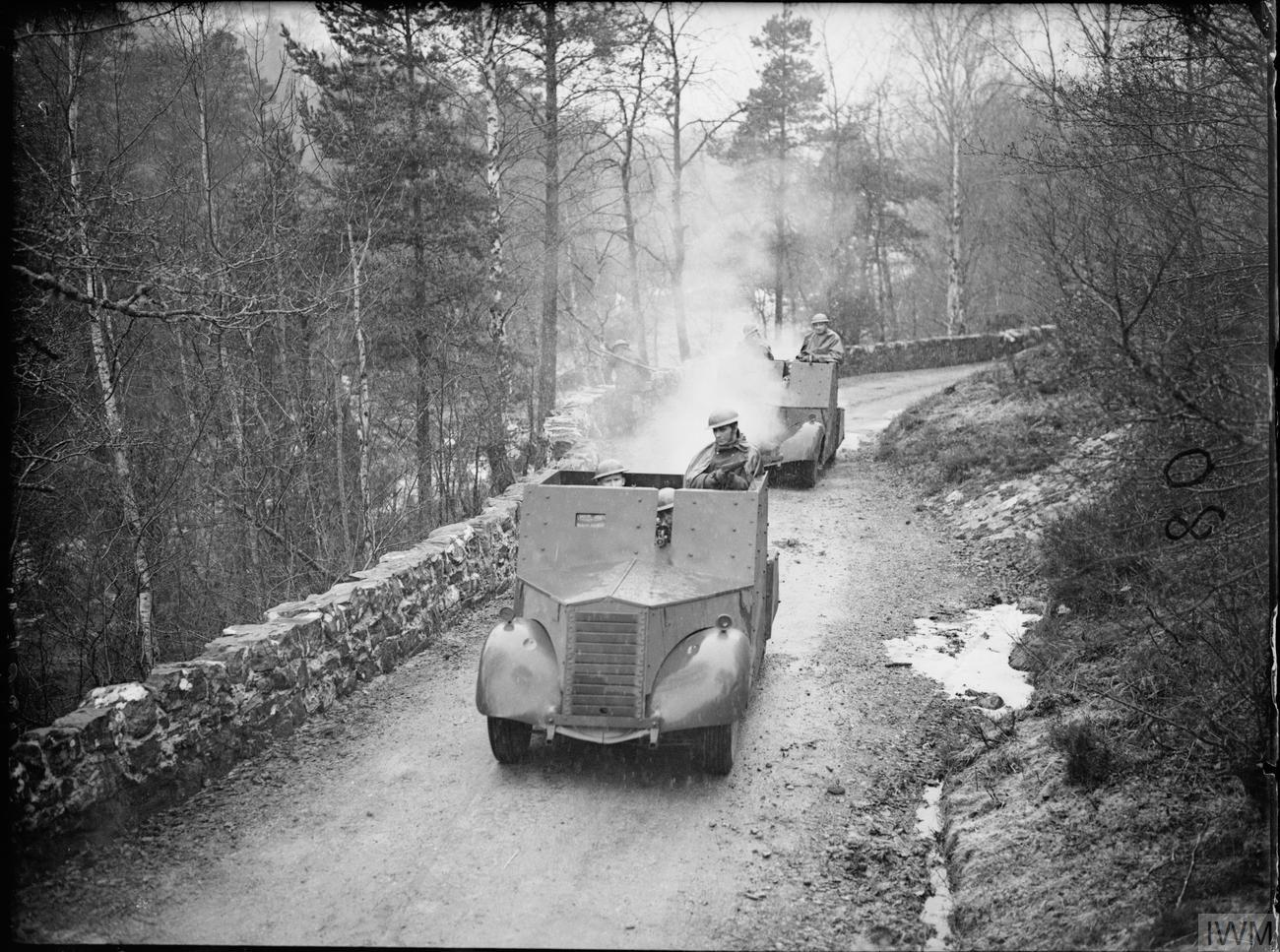
Dos Beaverette Mk II de la Home Guard en Escocia, 14 de febrero de 1941.

La primera versión del vehículo fue construida en 1940 por la Standard Motor Company a instancias de Lord Beaverbrook, entonces Ministro de Producción Aeronáutica (de ahí el nombre de Beaverette). Se basaba en un chasis de automóvil civil sobre el que se montó un simple casco de blindaje remachado. Las planchas de acero de 11 mm de espesor iban montadas encima de tablones de roble de 76,2 mm (3 pulgadas) de espesor. El casco estaba abierto en la parte superior y en la parte posterior. El armamento consistía en una ametralladora ligera Bren, que se podía disparar a través de una ranura en el blindaje de la casamata. Las versiones posteriores recibieron una protección completa y una torreta armada con ametralladora - una cerrada con una Bren o una abierta con dos ametralladoras Vickers. Algunos vehículos también fueron armados con fusiles antitanque Boys, mientras que otros iban equipados con un aparato de radio No. 11 o No. 19. La producción se detuvo en 1942. Se entregaron unas 2.800 unidades.
Al describir el vehículo en 1941, un corresponsal de la revista The Light Car informó que «tocaba la marca de las 60 [97 km/h]» mientras seguía a otro a lo largo de una carretera. La visión restringida significaba que el conductor del Beaverette tenía que basarse en un observador para recibir información sobre otros tipos de tráfico y también para considerar situaciones con bastante antelación, por ejemplo, cuando tomaba una curva, el conductor tenía que basar su dirección en «observaciones realizadas a unas 10 yardas [9,14 m] de distancia».
El Beaverette fue ampliamente utilizado por la Home Guard, el Ejército británico y el Regimiento de la RAF para  la defensa nacional y entrenamiento. Se dice que el vehículo padecía de un peso excesivo y era difícil de manejar.

## Variantes
- Mk I - versión original.
- Mk II - tenía un blindaje completo y la parrilla del radiador se desplazó de una posición vertical a una horizontal.[1]
- Mk III Beaverbug - tenía un chasis más corto, un casco rediseñado sin guardabarros delanteros curvos, blindaje en el techo y una torreta armada con ametralladora. En abril de 1943, un Mk III fue empleado por el Regimiento de la RAF para capturar un Focke-Wulf Fw 190 y destruir a otro que habían aterrizado en la base aérea de West Malling.[3]
- Mk IV - el blindaje del glacis fue rediseñado para mejorar la visibilidad.[4]

- Un vehículo similar, conocido como Beaverette (NZ), fue producido en los talleres de los Ferrocarriles de Nueva Zelanda, en Hutt Valley. El coche utilizaba un chasis de camión Ford de 3/4 o 1 tonelada y planchas de acero recuperadas de los barcos Port Bowen y Mokoia para el blindaje. Tenía una tripulación de cuatro personas, y se construyeron 208 unidades.

## Ejemplares sobrevivientes

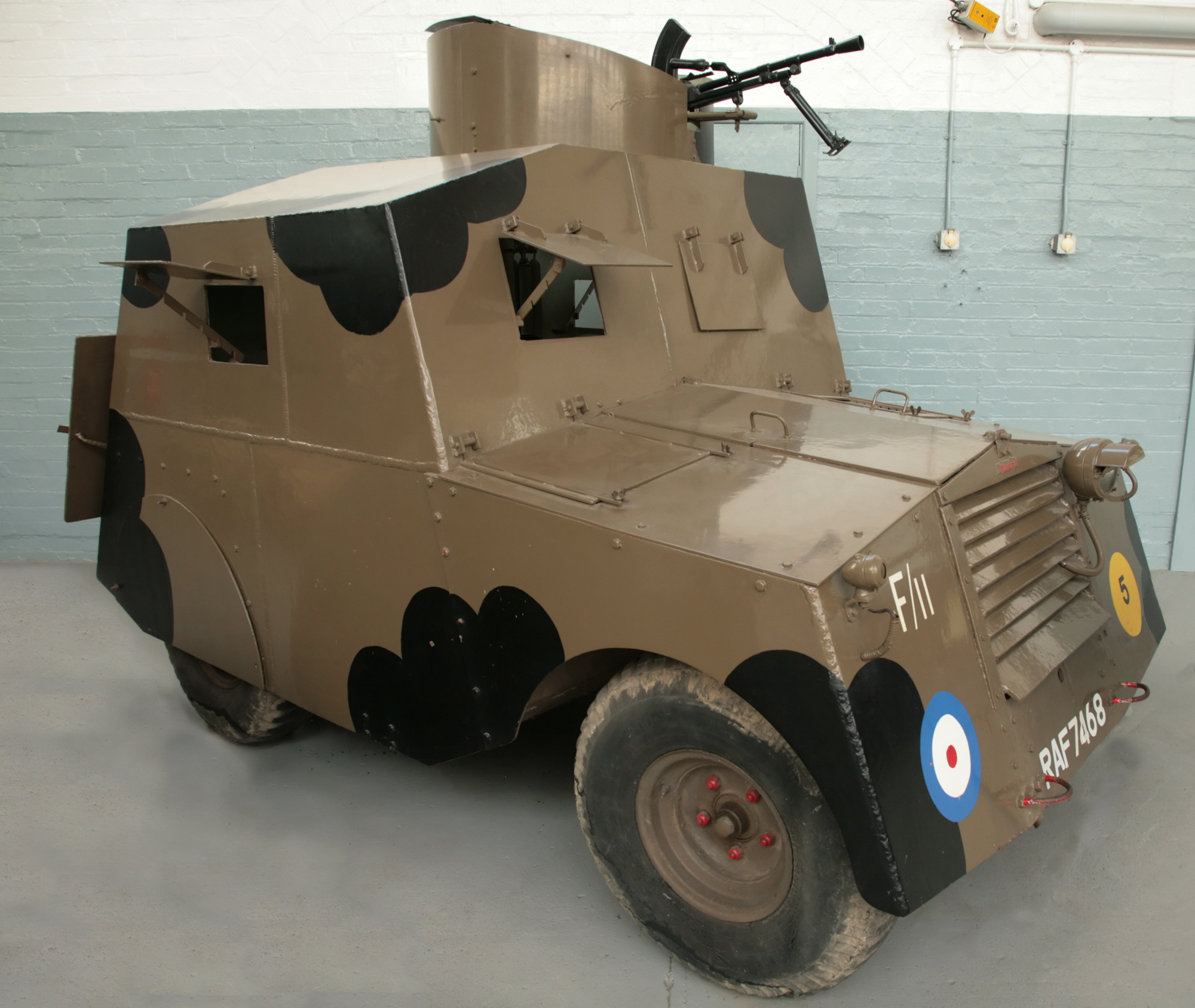
El Beaverette Mk III del Museo Imperial de Guerra de Duxford.

Un Beaverette Mark III está expuesto en el Museo Imperial de Guerra de Duxford. El Museo de tanques de Bovington compró en 2018 un Mark III para su restauración, mientras que un tercer Mark III está en la Cobbaton Combat Collection, una colección privada de vehículos militares en Umberleigh, Devon. Un Beaverette Mark IV está expuesto en el Museum Bevrijding Vleugels, en los Países Bajos. Un segundo Mark IV está conservado en el Museo Militar de Curragh, en Irlanda.